# Brian Smith (muzikant)
Brian Smith (Wellington, 3 januari 1939) is een Nieuw-Zeelands jazzmuzikant (saxofoon, fluit, klarinet).

## Biografie
Brian Smith begon in 1958 als muzikant in Auckland, waar hij als tenorsaxofonist speelde met plaatselijke bands en met buitenlandse muzikanten die op tournee waren. Na een oponthoud in Australië ging hij in 1964 naar Londen, waar hij eerst werkte met Humphrey Lyttelton en Alexis Korner, maar ook speelde met T-Bone Walker, Alan Price, Annie Ross, Bing Crosby, Mark Murphy, Jon Hendricks, John Dankworth, Gordon Beck en Tubby Hayes. Als studiomuzikant werkte hij voor The Small Faces, Donovan, Sandie Shaw en Lulu.
In 1969 werd hij lid van de band van Maynard Ferguson, waarmee hij tot 1975 op tournee ging en betrokken was bij opnamen. In dezelfde periode was hij betrokken bij de formatie van de fusionband Nucleus van Ian Carr, waarmee hij optrad tijdens de festivals in Montreux en Newport en tijdens overvloedige tournees in Duitsland, Italië en Nederland, Hij was, uitgezonderd twee onderbrekingen, tot 1982 bij Nucleus en was betrokken bij tien albums van deze band. Hij werkte ook voor Mike Gibbs, Keith Tippett, Nancy Wilson, Eartha Kitt, Dusty Springfield, Bobby Shew en John Scofield.
Smith keerde in 1982 terug naar Nieuw-Zeeland, waar hij actief bleef als muzikant. Hij werkte met een eigen kwartet en trio, in de band van de drummer Frank Gibson (Space Case) en met Beaver Morrison, maar ook als docent en studiomuzikant. Zijn album Southern Excursion (met Geoff Castle, 1982) werd daar uitgeroepen tot album van het jaar. Zijn beide albums Moonlight Sax (1990) en Moonlight Sax 2 (1991) waren in Nieuw-Zeeland zeer succesvol en plaatsten zich daar op de toppositie van de hitlijsten en kregen zelfs een platinastatus.
De met zijn echtgenote Irene in Whangaparaoa wonende Smith schrijft ook tv- en filmmuziek (Came a Hot Friday, Shaker Run, Gloss, Plainclothes, Frontline). In 2008 toerde hij met Georgie Fame.